# Nafpaktia
Nafpaktia (in greco Ναυπακτία?) è un comune della Grecia Occidentale.
Fu istituito il 1º gennaio 2011 a seguito della riforma amministrativa di abolizione prefetture e accorpamento di municipalità.
Del comune di Nafpaktia fa parte anche la storica località di Lepanto.